# Atrichopogon fulvus
Atrichopogon fulvus är en tvåvingeart som beskrevs av John William Scott Macfie 1934. Atrichopogon fulvus ingår i släktet Atrichopogon och familjen svidknott. Inga underarter finns listade i Catalogue of Life.